# Dave Freeman Open 2013
Die Dave Freeman Open 2013 fanden vom 22. bis zum 24. Februar 2013 in San Diego statt. Es war die 56. Austragung dieser internationalen Meisterschaften im Badminton.

## Sieger und Platzierte
| Disziplin    | Gold                               | Silber                     | Bronze                              |
| ------------ | ---------------------------------- | -------------------------- | ----------------------------------- |
| Herreneinzel | Hock Lai Lee                       | Ilian Perez                | Chong Tian Qiu                      |
| Herreneinzel | Hock Lai Lee                       | Ilian Perez                | Ruifan Xia                          |
| Dameneinzel  | Zhang Beiwen                       | Jamie Subandhi             | Nicole Grether                      |
| Dameneinzel  | Zhang Beiwen                       | Jamie Subandhi             | Jing Yu Hong                        |
| Herrendoppel | Christian Christianto Tony Gunawan | Mu He Sarun Vivatpatanakul | Kyle Emerick Nishant Hariharan      |
| Herrendoppel | Christian Christianto Tony Gunawan | Mu He Sarun Vivatpatanakul | Siraroj Phanpuchara G. J. Watts     |
| Damendoppel  | Eva Lee Paula Obanana              | Jing Yu Hong Zhang Beiwen  | Deepti Reddy Marina Vassiliev       |
| Damendoppel  | Eva Lee Paula Obanana              | Jing Yu Hong Zhang Beiwen  | Nicole Grether Charmaine Reid       |
| Mixed        | Tony Gunawan Eva Lee               | Mu He Jing Yu Hong         | Sarun Vivatpatanakul Jamie Subandhi |
| Mixed        | Tony Gunawan Eva Lee               | Mu He Jing Yu Hong         | Sirachai Phanpuchara Zhang Beiwen   |